# Meterana alcyone
Meterana alcyone là một loài bướm đêm trong họ Noctuidae.